# ماسة (المغرب)

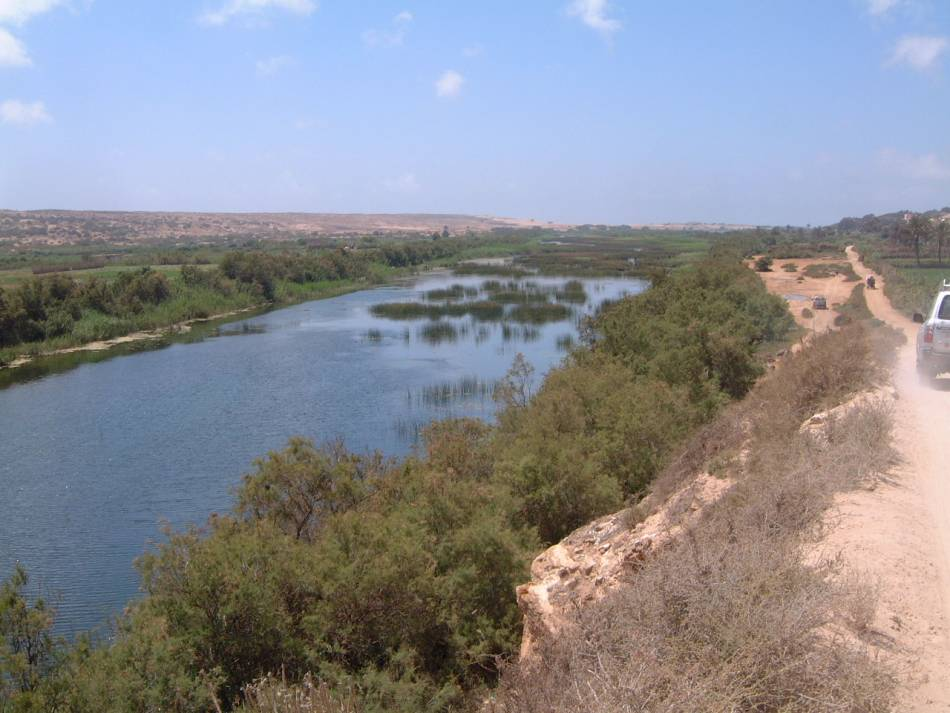
صورة لوادي ماسة.

ماسة (بالأمازيغية: ⵎⴰⵙⵙⵜ و ينطق مَاسْتْ)  إحدى الجماعات الحضرية التابعة لإقليم شتوكة آيت باها بجهة سوس ماسة بالمغرب غربها المحيط الأطلسي جنوب مدينة أكادير بحوالي 55 كيلومترا وشمال مدينة تزنيت بحوالي 45 كيلومترا.
وفي ماسة قصبة تعد من أقدم القصبات التي بناها اليهود الأمازيغ المسمون بايت الكسوس ايت الياس الماسيين، والذين لا زال حفدتهم الذين أسلموا، أما من بقوا على دينهم فقد رحلوا. ولازالوا يقطنون سهل وادي ماسة القديمة إلى حد الان.[بحاجة لمصدر]

## التاريخ
قال عنها ليون الأفريقي عن ماسة خلال القرن السادس عشر أنها كانت تتكون من ثلاث مدن صغيرة تبعد كل وحدة من الأخرى بنحو كيلومتر ونصف وقال شيدها الأمازيغ القدامى على شاطئ المحيط الأطلسي عند قدم الجبل الذي يكون بداية الأطلس وتحيط بهذه المدن أسوار من الأجر النيء ويمر بينها نهر سوس الكبير وقال أيضا أن هذه المدن تقع بين غابة ليست كسائر الغابات.
تقع ماسة في السوس الأقصى وقد ذكرها بلين الكبير (ANCIEN. POLINE.) بوليب (POLIPE) أتناء الحديث عن واد مستات في الجنوب السوسي ولهذا نعتقد أن ماسة وجدت قبل الوجود الفينيقي وأنها أسست من طرف الأفارقة الأقدمون حيث يعلل ذلك ليون الإفريقي قائلا: " وقد أسسها الأفارقة الأقدمون على شاطئ المحيط عند قدم الحد الذي يكون بداية الأطلس".
كما أن ماسة أصبحت معروفة بهذا الاسم منذ القرن التاسع الهجري كما أورده اليعقوبي «وماسة قرية على البحر تحمل إليها التجارات...»
في دائرة المعارف الإسلامية نجد أن المنطقة تحظى بنفس الأهمية «ونذكر من القرى التي على الساحل قريتي اكلو وماسات وكانتا في القرون الوسطى من المراكز التي لها بعض الشأن في التجارة البحرية تؤمها القوافل التجارية القادمة من الصحراء». ويتضح من هذا النص أن ماسة لعبت دور الوساطة التجارية إذا أخذنا بعين الاعتبار المكوس والإتاوات التي تستفيد منها المنطقة خلال تلك المرحلة التاريخية.
يقول صاحب الاستبصار في حديثه عن السوس الأقصى «... وهي مدن كثيرة، بلاد واسعة يسقيها نهر عظيم يصب في البحر المتوسط يسمى واد ماسة، جريه في القبيلة كجري نيل مصر، عليه القرى المتصلة، العمائر الكثيرة، البساتين والجنات بأنواع الفواكه، الثمار، الأعناب، قصب السكر...» إلا أن ما يثير الانتباه في هذا التعريف أن صاحب الاستبصار ذكر أن هذا النهر يصب في البحر المتوسط وهذا خطا إذ أنه يصب بالمحيط الأطلسي.

## الجغرافيا
- الإحداثيات: 30°2′N 9°38′W / 30.033°N 9.633°W

تتربع ماسة وسط سهل سوس يخترقها وادي ماسة الذي يقسمها إلى ضفتين شرقية وغربية وبها مصبه في المحيط الأطلسي.
تضم مجالا قرويا يتكون من دواوير:
| - تكيوت - إداولون - إفنتار - تسنولت - الجوابر ماسة - سيدي بولفضايل (أبو الفضائل). | - أيت الياس - أيت السوق - إداومحيا - أغريمز - إكي إيكمير - المرس ماسة |

والأحياء المكونة لمجالها الحضري فهي كالاتي:
| - الخارج - تاسيلا - إخربان - سيدي بورجا - بوتبوز | - الركان - تين حموش - بويغد - تملالت - سيدي عبو | - الزاوية - تاسيلا - أردام - تحديرت - تلات أونكارف |

## السكان
سكان ماسة أمازيغ شلوح يتحدثون لهجة تاشلحيت إلا قلة من الوافدين من مناطق أخرى أو من أسر عربية استوطنت بعض الدواوير.
|            | عدد السكان (إحصاء 1994م.) | عدد السكان (إحصاء 2004م.) | عدد السكان (توقعات 2010م.) |
| ---------- | ------------------------- | ------------------------- | -------------------------- |
| جماعة ماسة | 11560                     | 12876                     | 14950                      |

تفتقر ماسة إلى بنية تحتية رياضية فملعبها الجماعي غير معشوشب ويفتقر إلى التجهيزات الرياضية الضرورية. ويمثل المنطقة:
- نادي انازار للرياضة ماسة (العاب القوى)
- نادي ترياطلون انازار ماسة الكبرى
- نادي أمل ماسة في دوري الدرجة الرابعة المغربي لكرة القدم.

## السياحة
تقع ماسة في قلب المنتزه الوطني سوس ماسة والتي تشتهر بثرائها في مجال الطيور وبها طيور نادرة كطائر أبو منجل الأقرع الشمالي.

## طالع كذلك
- وادي ماسة.
- المنتزه الوطني سوس ماسة.
- نادي أمل ماسة.
- إقليم شتوكة آيت باها.
- جهة سوس ماسة درعة.

## وصلات خارجية
- مصدر الإحصاء من موقع World Garetteer